# Chino amoyés
El amoyés, también conocido como hokkien de Amoy o xiamenés (en chino tradicional, 廈門話; pinyin, Xiàménhuà; pe̍h-ōe-jī, Ē-mn̂g-ōe), es un dialecto del hokkien hablado en la ciudad de Xiamen (históricamente conocida como "Amoy") y su área metropolitana circundante, al sur de la provincia china de Fujian. Es una de las variedades de chino min nan más investigadas y estudiadas. A lo largo de la historia llegó a alcanzar un estadio relativamente estandarizado.
El amoyés y el taiwanés históricamente surgieron de la hablas de Quanzhou y Zhangzhou. Como tales, son cercanosfonológicamente pero existen diferencias entre los dos, especialmente léxicas, como resultado de la separación física e historias divergente entre China continental y Taiwán durante el siglo XX, pero ambos son mutuamente inteligibles. La inteligibilidad con otros dialectos hokkien, especialmente con los de interior, es más difícil. Así el amoyés y el taiwanés pueden considerarse dialectos de un solo idioma. No obstante, desde el punto de vista etnolingüístico, el amoyés es parte del área continental del hokkien. 

## Historia
En 1842, como resultado de la firma del Tratado de Nankín, Amoy (Xiamen) fue designado puerto comercial de Fujian . Amoy y Kulangsu (Gulangyu) se desarrollaron rápidamente, lo que resultó en una gran afluencia de personas de áreas vecinas como Quanzhou y Zhangzhou. La mezcla de estos diversos acentos formó la base del dialecto de Amoy.
Durante los últimos siglos, muchos habitantes del sur de Fujian (hoklo) de estas mismas áreas emigraron a Taiwán durante el dominio holandés y Qing. El "dialecto de Amoy" se consideraba la lengua vernácula de Taiwán. Con el tiempo, la mezcla de acentos que se hablaba en Taiwán llegó a ser conocida popularmente como taiwanés durante el dominio imperial japonés. Existen sutiles diferencias léxicas y fonológicas entre el taiwanés moderno y el amoyés, sin embargo, estas diferencias generalmente no suponen barreras para la comunicación. Hablantes de amoyés también emigraron al sudeste asiático, principalmente a Filipinas (donde se le conoce como Lán-nâng-ōe), Indonesia, Malasia y Singapur.

## Características especiales
El dialecto de Amoy conserva muchos sonidos y palabras del chino antiguo. Sin embargo, su vocabulario también fue influenciado en sus primeras etapas por las lenguas minyue habladas por los antiguos pueblos minyue. Es característica su nasalización.
A diferencia del mandarín, el amoyés distingue entre consonantes iniciales sonoras y sordas no aspiradas (el mandarín no tiene sonorización de las consonantes iniciales). También diferencia entre consonantes iniciales sordas aspiradas y no aspiradas (como también lo hace el mandarín). En términos simples, los amoyeses nativos tienen pocas dificultades para escuchar la diferencia entre las siguientes sílabas:
|                 | sin aspiración | sin aspiración | aspirado |
| --------------- | -------------- | -------------- | -------- |
| parada bilabial | bo母           | po保           | pʰo抱    |
| parada velar    | go俄           | ko果           | kʰo科    |
|                 | sonoras        | sordas         | sordas   |

Es importante tener en cuenta que estas consonantes totalmente sonoras no derivaron de las oclusivas sonoras del chino medio temprano, sino más bien de la fortificación de las iniciales nasales.

### Tonos
El amoyés se parece a otras variedades de min nan en que conserva en gran medida el sistema de tonos del chino medio de seis tonos distintos en sílabas que no terminan en una consonante final y dos tonos en sílabas que sí terminan en una consonante final (los tonos marcados o entrantes). Los tonos están tradicionalmente numerados del 1 al 8, siendo el 4 y el 8 los tonos marcados. La distinción entre los tonos 2 y 6 se ha perdido entre la mayoría de los hablantes.
| Número de tono | Nombre del tono  | Letra de tono |
| -------------- | ---------------- | ------------- |
| 1              | yin llano        | ˥             |
| 2              | yin ascendente   | ˥˧            |
| 3              | yin descendente  | ˨˩            |
| 4              | yin entrante     | ˩ʔ            |
| 5              | yang llano       | ˧˥            |
| 6 (2)          | yang ascendente  | ˥˧            |
| 7              | yang descendente | ˧             |
| 8              | Yang entrante    | ˥ʔ            |

### Sandhi tonal
El amoyés se ve afectado por reglas de sandhi tonal (cambio de tono) extremadamente extensas: en un enunciado, sólo la última sílaba pronunciada no se ve afectada por las reglas. Lo que se considera "enunciado", en el contexto de esta lengua, es un tema aún en investigación lingüística. A efectos de este artículo, un enunciado puede considerarse una palabra o una oración corta. El siguiente diagrama ilustra las reglas que gobiernan la pronunciación de un tono en cada una de las sílabas afectadas (es decir, todas menos la última de un enunciado):

### Lectura literaria y coloquial
Al igual que otras lenguas min nan, tiene reglas complejas para la lectura diferenciada literaria y coloquial de caracteres chinos. Por ejemplo, grande ,大, tiene una lectura vernácula de tōa ([tua˧]) y una lectura literaria de tāi ([tai˧]). Debido a la naturaleza imprecisa de las reglas que rigen cuándo usar una pronunciación determinada, su estudio a menudo consiste simplemente en memorizar la lectura apropiada de cada palabra caso por caso. Para palabras de una sola sílaba, es más común utilizar la pronunciación vernácula. Esta situación es comparable a las lecturas on y kun del idioma japonés.
Generalmente se piensa que las lecturas vernáculas son anteriores a las lecturas literarias, como es el caso de otras variedades de chino min; las lecturas literarias parecen haber evolucionado del chino medio. El siguiente cuadro ilustra algunos de los cambios de sonido que se observan con mayor frecuencia:
| Coloquial                    | Literario     | Ejemplo | Ejemplo | Ejemplo | Ejemplo     |
| ---------------------------- | ------------- | ------- | ------- | ------- | ----------- |
| [p-], [pʰ-]                  | [h-]          | 分      | pun     | hun     | dividir     |
| [ts-], [tsʰ-], [tɕ-], [tɕʰ-] | [s-], [ɕ-]    | 成      | chiâⁿ   | sêng    | convertirse |
| [k-], [kʰ-]                  | [tɕ-], [tɕʰ-] | 指      | kí      | chí     | dedo        |
| [-ã], [-uã]                  | [-un]         | 看      | khòaⁿ   | khàn    | ver         |
| [-ʔ]                         | [-t]          | 食      | chia̍h   | si̍t     | comer       |
| [-i]                         | [-mi]         | 世      | sì      | sè      | mundo       |
| [-mi]                        | [-a]          | 家      | ke      | ka      | familia     |
| [-I a]                       | [-i]          | 企      | khiā    | khì     | pararse     |

## Vocabulario
Para más información, lea el artículo: Lista Swadesh
La lista de palabras swadesh, desarrollada por el lingüista Morris Swadesh, se utiliza como herramienta para estudiar la evolución de las lenguas. Contiene un conjunto de palabras básicas que se pueden encontrar en todos los idiomas.
- Lista Swadesh del min nan amoyés
- Otras listas Swadesh siníticas ( mandarín estándar, sichuanés, nanjingnés, cantonés, hakka yuetai, amoyés, hokchiu, shanghainés, suzhounés, changshanés )

## Fonología

### Iniciales
|             |             | Labial | Alveolar | Alveolo-<br id="mwAVs">palatal | Velar | Glotal |
| ----------- | ----------- | ------ | -------- | ------------------------------ | ----- | ------ |
| Detener     | sordo       | p      | t        |                                | k     | ʔ      |
| Detener     | aspirado    | pʰ     | tʰ       |                                | kʰ    |        |
| Detener     | sonoro      | b      |          |                                | ɡ     |        |
| Africada    | sordo       |        | ts       | tɕ                             |       |        |
| Africada    | aspirado    |        | tsʰ      | tɕʰ                            |       |        |
| Africada    | sonoro      |        | dz       | dʑ                             |       |        |
| Fricativa   | Fricativa   |        | s        | ɕ                              |       | h      |
| Nasal       | Nasal       | m      | n        |                                | ŋ     |        |
| Aproximante | Aproximante |        | l        |                                |       |        |

- Las consonantes alveolares de inicio de palabra /ts, tsʰ, dz/ cuando ocurren antes de /i/ se pronuncian como sonidos alveopalatales [tɕ, tɕʰ, dʑ].
- /l/ puede fluctuar libremente en la posición inicial como flap u oclusiva sonora [ɾ], [d] .
- [ʔ] puede aparecer en posición inicial como final de la palabra.
- /m ŋ/ cuando ocurre antes de /m̩ ŋ̍/ se puede pronunciar como sonidos sordos [m̥], [ŋ̊] .

### Finales
|    | a 阿    | ɔ 烏 | i 魚    | e 火 | o 好    | u 母 | ɨ       | /ai/ 愛  | /au/ 抱  |
| i- | /ia/ 寫 |      | /io/ 后 |      |         |      | /iu/ 救 |          | /iau/ 鳥 |
| u- | /ua/ 花 |      |         |      | /ue/ 話 |      | /ui/ 水 | /uai/ 歪 |          |

| m̩ 毋    | /am/ 暗  | /an/ 按 |          | ŋ̍ 黃    | /aŋ/ 港  | /ɔŋ/ 風 |
| /im/ 心 | /iam/ 薟 | /in/ 今 | /iɛn/ 免 | /iŋ/ 英 | /iaŋ/ 雙 | iɔŋ 恭  |
|         |          | /un/ 恩 | /uan/ 完 |         |          |         |

|       | /ap/ 十  |         | /at/ 克  |                | /ak/ 六 | /ɔk/ 樂  |          | /aʔ/ 鴨 | ɔʔ 索 | oʔ 學  | /eʔ/ 欲  | /auʔ/ 落 |          |         | ãʔ 肉  | ɔ̃ʔ 乎 | /ẽʔ/ 夾 | ãiʔ 唉 |
| ip 急 | /iap/ 葉 | /it/ 必 | /iɛt/ 閲 | /ik/ ~ /ek/ 色 |         | /iɔk/ 祝 | iʔ 捏    | /iaʔ 食 |       | ioʔ 尺 |          |          | /iuʔ/ 搐 | /ĩʔ/ 物 | iãʔ 贏 |       |         |        |
|       |          | /ut/ 骨 | /uat/ 越 |                |         | /uʔ/ 嗍  | /uaʔ/ 活 |         |       |        | /ueʔ/ 喂 |          |          |         |        |       |         |        |

- Las consonantes finales se pronuncian soltadas [p̚ t̚ k̚].

|         | /a / 三 | /ɔ̃ / 魯 | /ẽ / 明 |         | /ãi/ 歹  |         |
| /i / 暝 | /iã/ 定 |         |         | /iũ/ 想 |          | /ãu/ 腦 |
|         | /uã/ 山 |         |         | /uĩ/ 莓 | /uãi/ 彎 |         |

## Gramática
La gramática del amoyés comparte una estructura similar a la de otros dialectos chinos, aunque es un poco más compleja que la del mandarín. Además, las partículas equivalentes de ambos no suelen ser cognadas.

### Construcciones de complemento
Las construcciones de complemento del dialecto de Amoy son más o menos paralelas a las del mandarín, aunque existen variaciones en la elección del término léxico. Los siguientes son ejemplos de construcciones que emplea
En el caso de los adverbios:
伊 走 會 緊
i cháu ē kín
Él + correr + obtener + rápido
«Él corre rápido»
Mandarín: tā pǎo de kuài (他跑得快)
En el caso del adverbio "muy":
伊 走 真 緊
i cháu chin kín
«El corre muy rápido»
Mandarín: tā pǎo de hěn kuài (他跑得很快)
El negativo:
伊 走 袂 緊
i cháu bōe kín
«El no corre rápido»
Mandarín: tā pǎo bù kuài (他跑不快)
Resultado:
伊 看 會 著
i khòaⁿ ē tio̍h
Él + ver + obtener + conseguido
 «Él ve»
Mandarín: tā kàn de dào (他看得到)
Para el negativo,
伊 走 袂 緊
i khòaⁿ bōe tio̍h
«Él no ve»
Mandarín: tā kàn bù dào (他看不到)
Para el adverbio "tan", el amoyés usa kah (甲) en lugar del mandarín de (得):
伊 驚 甲 話 著 講 袂 出來
i kiaⁿ kah ōe tio̍h kóng bōe chhut-lâi
Él + asustado + tan + palabras + también + decir + no + salir
«Estaba tan asustado que no le salían las palabras»
Mandarín: tā xià de huà dōu shuō bù chūlái (他嚇得話都說不出來) 